# Austrothaumalea queenslandensis
Austrothaumalea queenslandensis är en tvåvingeart som beskrevs av Sinclair 2008. Austrothaumalea queenslandensis ingår i släktet Austrothaumalea och familjen mätarmyggor. Inga underarter finns listade.